# Jeanne Crainová
Jeanne Elizabeth Crainová (25. května 1925 Barstow – 14. prosince 2003 Santa Barbara) byla americká herečka.

## Životopis

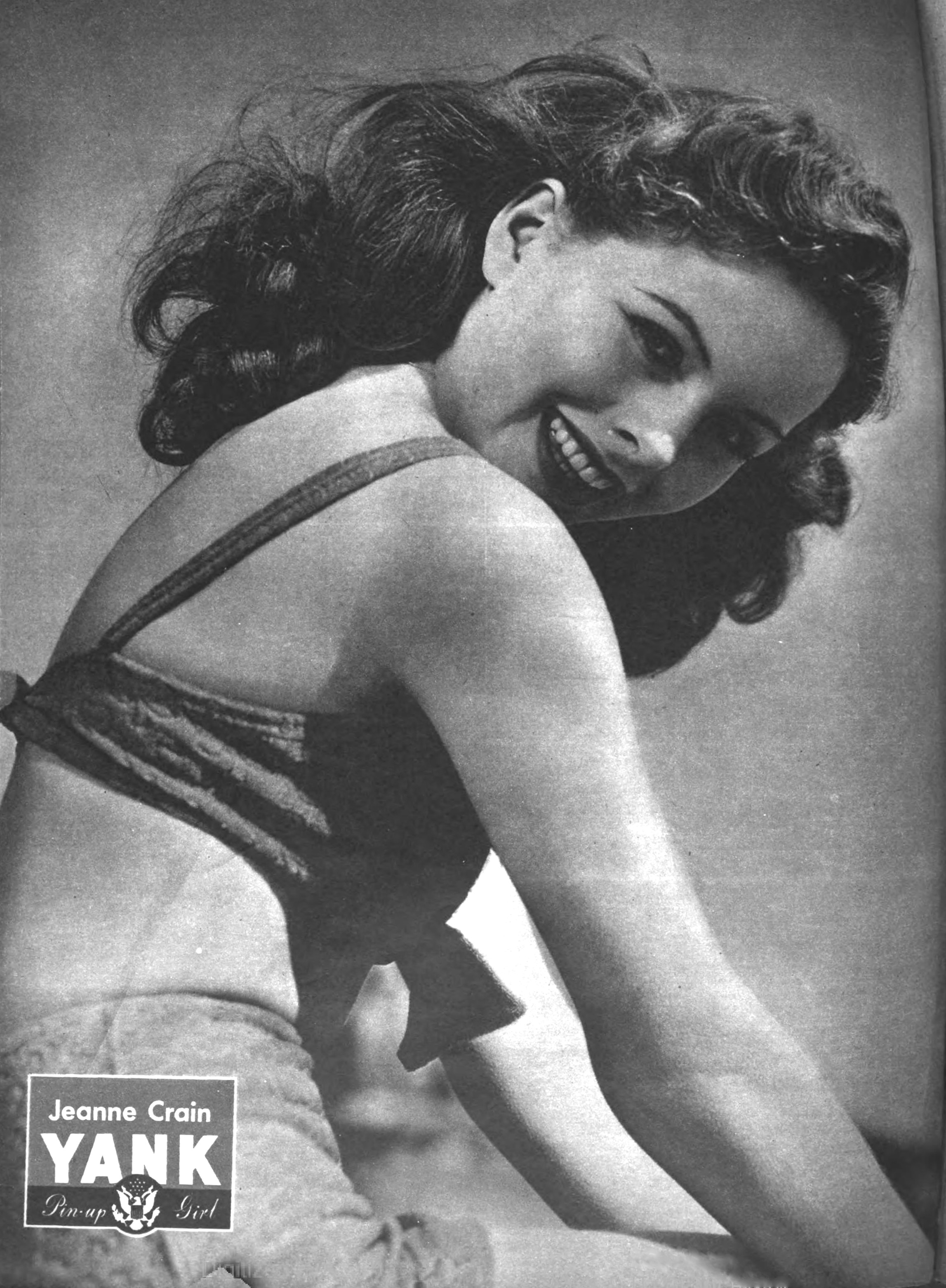
Jeanne Crainová na obálce časopisu Yank v srpnu 1945.

Narodila se 25. května 1925 v Barstow v Kalifornii do rodiny irských katolíků. Brzy na to se její rodina přestěhovala do Los Angeles, kvůli pracovní nabídce jejího otce, který byl učitelem angličtiny na střední škole.
Po dostudování střední školy se zapsala na UCLA, kde studovala herectví. V roce 1943 v 18 letech dostala nabídku na malou roli do filmu The Gang's All Here studia 20th Century Fox a o rok později se proslavila filmem Home in Indiana.
Na další dekádu se stala žádanou a hojně obsazovanou herečkou. K jejím nejznámějším filmům patří Winged Victory (1944), či State Fair (1945), které nastartovaly její hereckou kariéru. Na silvestra roku 1945 se i přes nesouhlas své matky provdala za Paula Brookse (rodným jménem Brinkman) a 6. dubna 1947 se jí narodilo první dítě.
Pro Studio Fox natočila celkem 23 filmů ale v roce 1954 odešla do Studia Warner Bros. Pro ně natočila však pouze jediný film (Duel in the Jungle) a hned na to přešla do Universal Studios. Ani zde se však nedočkala větších výdělků a i kvůli dětem se nemohla své kariéře věnovat naplno.
Jejím posledním filmem byl Skyjacked v roce 1972.
Jeanne zemřela v 78 letech na infarkt 14. prosince 2003, dva měsíce po svém manželovi.

## Filmografie

### Filmy[3]
- 1943 The Gang's All Here, režie Busby Berkeley
- 1944 Winged Victory, režie George Cukor
- 1944 In the Meantime, Darling, režie Otto Preminger
- 1944 Home in Indiana, režie Henry Hathaway
- 1945 State Fair, režie Walter Lang
- 1945 Smrtelný hřích, režie John M. Stah
- 1946 Margie, režie Henry King
- 1946 Centennial Summer, režie Otto Preminger
- 1948 You Were Meant for Me, režie Lloyd Bacon
- 1948 Apartment for Peggy, režie George Seaton
- 1949 The Fan, režie Otto Preminger
- 1949 Pinky, režie Elia Kazan, John Ford
- 1949 Dopis třem manželkám, režie Joseph L. Mankiewicz
- 1950 I'll Get By, režie Richard Sale, Victor Mature
- 1950 Cheaper by the Dozen, režie Walter Lang
- 1951 The Model and the Marriage Broker, režie George Cukor
- 1951 Take Care of My Little Girl, režie Jean Negulesco
- 1951 Lidé budou pomlouvat, režie Joseph L. Mankiewicz
- 1952 O. Henry's Full House, režie (5 různých vč. Henry Hathaway, Jean Negulesco, Howard Hawks)
- 1952 Belles on Their House, režie Henry Levin
- 1953 Vicki, režie Harry Horner
- 1953 Dangerous Crossing, režie Joseph M. Newman
- 1953 City of Bad Men, režie Harmon Jones
- 1954 Duel in the Jungle, režie George Marshall
- 1955 The Second Greatest Sex, režie George Marshall
- 1955 Pánové se žení s brunetkami, režie Richard Sale
- 1955 Muž bez hvězdy, režie King Vidor
- 1956 Nejrychlejší střelec, režie Russell Rouse
- 1957 The Tattered Dress, režie Jack Arnold
- 1957 Divoký klaun, režie Charles Vidor
- 1959 Meet Me in St. Louis, režie George Schaefer
- 1960 Guns of the Timberland, režie Robert D. Webb
- 1961 Twenty Plus Two, režie Joseph M. Newman
- 1961 Nefertiti, regina del Nilo, režie Fernando Cerchio
- 1962 Pilát Pontský, režie Irving Rapper, Gian Paolo Callegari
- 1962 Madison Avenue, režie H. Bruce Humberstone
- 1962 His Model Wife, režie Norman Tokar
- 1962 Col ferro e col fuoco, režie Fernando Cerchio
- 1967 Hot Rods to Hell, režie John Brahm
- 1971 The Night God Screamed, režie Lee Madden
- 1972 Konečná stanice: Peklo, režie John Guillermin
- 1974 Fred Astaire Salutes the Fox Musicals, režie Marc Breaux[4]